# Nacionalismo valenciano

Bandera oficial del Consell del País Valencià (1979-1982).

El nacionalismo valenciano, o valencianismo político, es un movimiento político que defiende la existencia de unos rasgos identitarios comunes de las tres provincias (de Alicante, de Castellón y de Valencia) en que quedó dividido a partir de 1833 el territorio del antiguo Reino de Valencia y que constituirían una «nación», designada generalmente con el término País Valenciano (País Valencià). Se distinguiría históricamente del regionalismo valenciano, que considera al pueblo valenciano como parte integrante de la nación española, en que defiende el reconocimiento oficial de la lengua propia (el valenciano) y en la demanda de autogobierno.
La consideración sobre cuál es su "nación cultural", sin embargo, varía dependiendo del momento histórico, pero generalmente se asume que el País Valenciano comparte gran parte de su condición cultural con Cataluña, Islas Baleares, y la Franja de Aragón, sin que ello influya en su "marco político" definido. No obstante, un sector minoritario «pancatalanista» considera que el País Valenciano formaría parte de los «Países Catalanes».

## Antecedentes
La fundación del Reino de Valencia en 1238 por el rey de Aragón y conde de Barcelona Jaime I no supuso la aparición inmediata de una identidad valenciana diferenciada respecto de los otros dos estados de la Corona de Aragón (Reino de Aragón y Principado de Cataluña) a causa del pleito foral que se vivió durante los cien años siguientes entre los que defendían la aplicación de los Fueros de Aragón en el nuevo territorio —fundamentalmente la nobleza aragonesa que poseía dominios en el mismo— y los que propugnaban que los Furs constituyeran la única ley general del reino, encabezados por la ciudad de Valencia y la mayoría de las villas reales. Solo a partir de las Cortes celebradas en 1329-1330, bajo el reinado de Alfonso IV de Aragón, en las que se resolvió el conflicto foral, estableciendo que los Furs eran la ley del reino, apareció el concepto de «General del regne de València» para referirse a la comunidad política formada por el conjunto de los tres estamentos o braços (eclesiástico, nobiliario y real). El término lo utilizaron, por ejemplo, los representantes de las villas reales en una reunión que mantuvieron en 1332 con el rey Alfons IV en la que expusieron asuntos «tocants lo bon estament de tot lo General del regne» ['tocantes al buen estado de todo el General del reino'].
Y precisamente fue por esas fechas cuando empezó a utilizarse el gentilicio «valencianos» para referirse a los habitantes del reino —aunque siguieron predominando expresiones como «regnicolis regni Valencie», «habitadors del regne de València» o «los del regno de Valencia»—. Se ha documentado su uso por primera vez en una carta que envió Pedro IV de Aragón al magnate de estirpe aragonesa Pedro de Xèrica en noviembre de 1336 en la que le conminaba a que asistiera a la reunión de las «Cortes de Valencia» y allí lo jurara como su rey «segund fuero de Valencia», y en la que le recordaba, en romance aragonés, que así lo habían hecho sus predecesores en la casa nobiliaria de los Xèrica que nunca se habían negado a «fazer todos actos de richos homnes e valençanos» ['hacer todos (los) actos de ricoshombres y valencianos'].
Es a partir de mediados de la década de 1350 cuando aparece profusamente el gentilicio «valencianos» en la documentación de las Cortes («celebràs Corts generals als valencians», «les Corts per ell començades de celebrar als valencians», etc.) y de la cancillería real («demanàs graciosament ajuda als valencians per la guerra», «per demanar ajuda e secors als valencians», etc.), y en muchas ocasiones al lado de los otros gentilicios de la misma Corona (cuya aparición era muy anterior): «aragonesos e valencians», «cathalans e valencians», «aragonenses, cathalani et valentini» (en latín), etc. También aparece en la Crónica de Pedro el Ceremonioso, escrita hacia el final de la década de 1370.
«Si anteriormente se tenían que utilizar términos como "habitantes" o "regnícolas", que hacían referencia exclusiva a la residencia en el reino, ahora también se usaba el término de "valencians", un nombre vinculado a un grupo poblacional que se asentaba dentro de aquellas fronteras, con unas mismas leyes, un sistema de autogobierno y un sentimiento diferencial respecto al resto de pueblos que lo rodeaban. Es decir, que de un periodo al otro se había constituido una comunidad humana con conciencia colectiva propia. Había nacido, como tal, la primera identidad valenciana que englobaba al conjunto de pobladores del reino de Valencia, fueran quienes fueran sus orígenes, catalanes, aragoneses o de otros lugares. Había nacido, por tanto, un nuevo pueblo europeo», ha señalado el historiador Vicent Baydal.

## Orígenes (1902-1931)

Mapa que muestra en rojo la región de Valencia, según la división territorial de Javier de Burgos de 1833 y vigente hasta 1978. Comprende el territorio del antiguo Reino de Valencia, abolido por el Decreto de Nueva Planta de 1707.

Al igual que el nacionalismo catalán y el nacionalismo vasco el nacimiento del valencianismo político se sitúa en torno al «desastre del 98» que puso en evidencia las carencias del sistema político de la Restauración, pero a diferencia de lo sucedido en Cataluña y en el País Vasco, como ha destacado Ferran Archilés, «los réditos de la crítica del sistema restauracionista en Valencia los capitalizará el movimiento blasquista (así como otros movimientos republicanos semejantes como es el caso de la ciudad de Castellón)». Además, señala Archilés, «las fuerzas políticas valencianas mayoritarias, conservadoras o republicanas, habían interiorizado —en versiones rivales donde el peso de la religión, del relato histórico o de la cultura popular podían ser contrapuestos— buena parte del programa identitario y simbólico del discurso regionalista. De hecho eran sus autores...». «En este contexto, las posibilidades de articular un valencianismo político que propugnase e impulsase la reconstrucción nacional del País Valenciano no dejaban de ser muy reducidas», ha indicado Antoni Furió. La única excepción la constituiría, según este historiador, un sector del republicanismo federal, ligado en sus orígenes a Constantí Llombart, que en 1903 se reunió en Valencia para constituir la Regió Federalista Valenciana y que al año siguiente aprobaba en Alicante un proyecto de Constitución para el Estado Valenciano, aunque plagado de contradicciones porque no solo no hacía ninguna alusión a la lengua de los valencianos, sino que invitaba a los federales de Murcia y Albacete a formar conjuntamente el Estado de Levante.

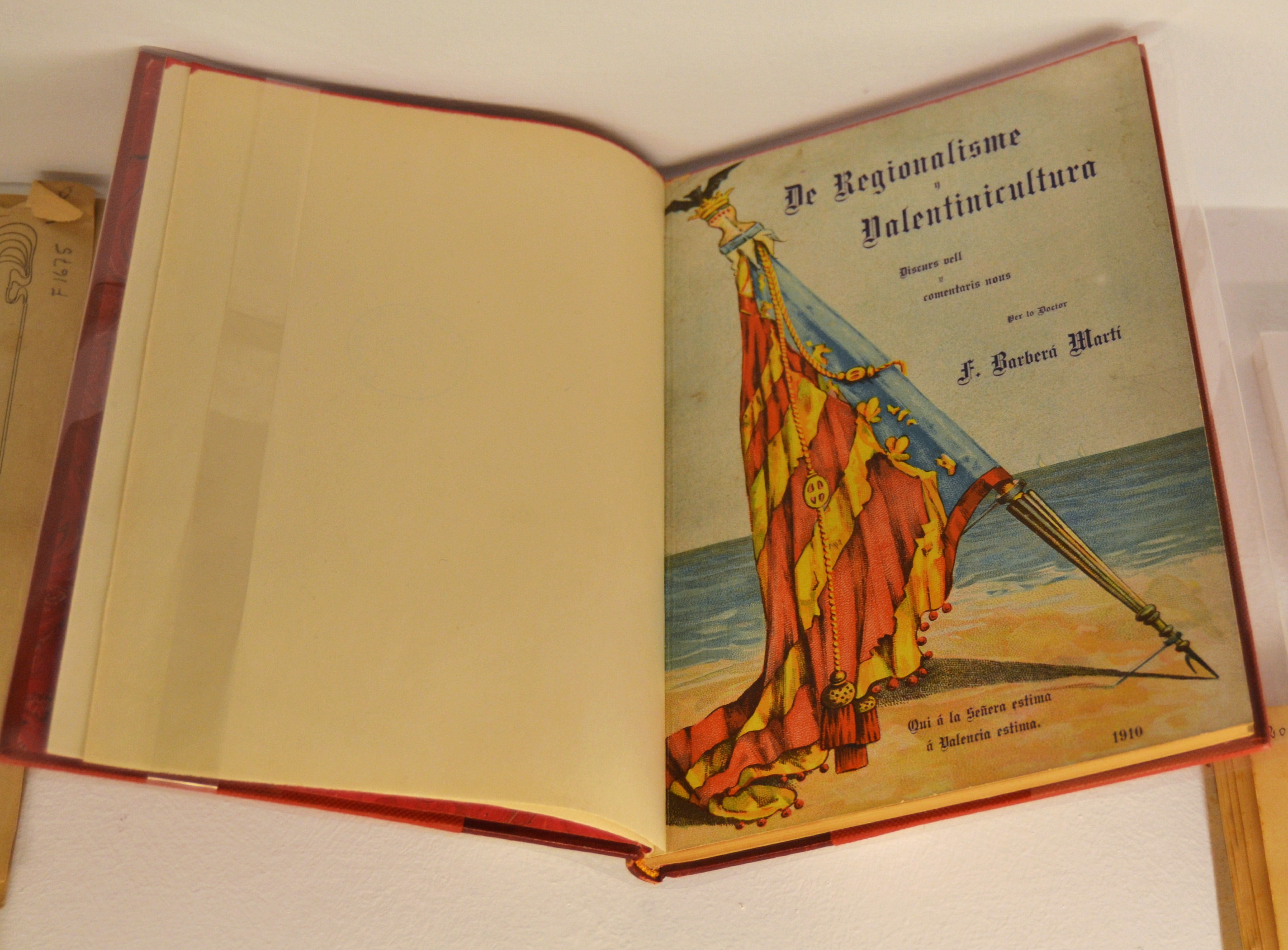
De regionalisme i valentinicultura. Discurs vell i comentaris nous de Faustí Barberà. Está considerada como la obra fundadora del valencianismo político.

El historiador Alfons Cucó ya señaló como el momento fundacional del valencianismo político el discurso inaugural que pronunció Faustí Barberà (De regionalisme i valentinicultura) en Lo Rat Penat en 1902, en el que sentó las bases de lo que sería el primer cuerpo teórico del nacionalismo valenciano. Abogó claramente por la «liberación autonómica de nuestra tierra». Fue la primera vez en que se cuestionó el imaginario del regionalismo valenciano y su propuesta, como la de todo el valencianismo político posterior, se basó en dos elementos: la lengua («la característica más culminante que tenemos», en palabras de Barberà) y el relato histórico del pasado valenciano (el del antiguo Reino de Valencia abolido por los Decretos de Nueva Planta de 1707). «Estos dos elementos habían sido codificados por los autores de la Renaixença en décadas anteriores: Teodor Llorente o Vicent Boix, por ejemplo. Hasta entonces, sin embargo, no se habían contemplado como una palanca para la politización de la identidad en ningún sentido que no fuera español. Este fue el salto adelante del valencianismo político», ha señalado Ferran Archilés.

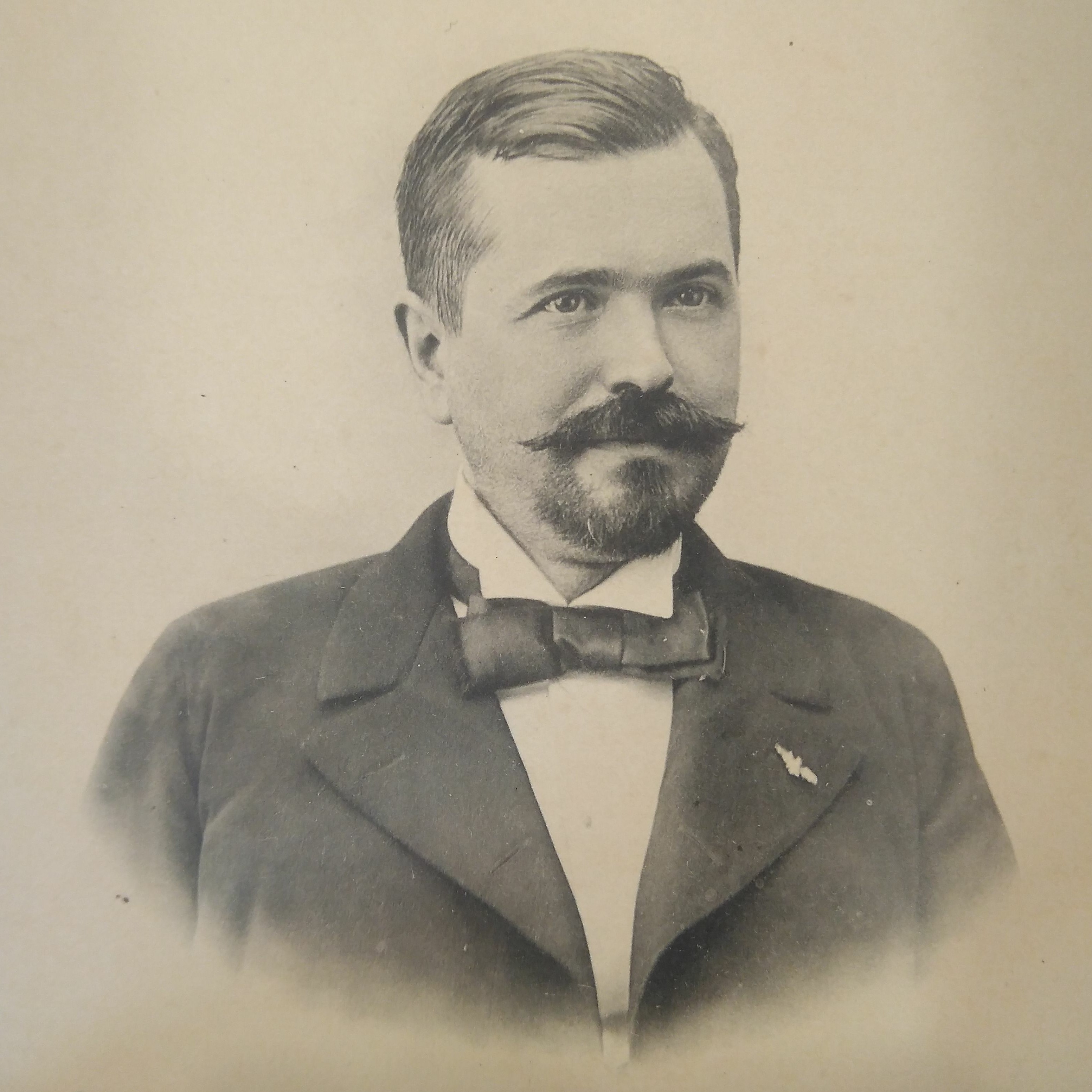
Josep Maria Puig i Torralva fue el fundador en 1904 de la sociedad Valencia Nova, basada en los principios propuestos dos años antes por Faustí Barberà.

Dos años después del discurso de Barberà nacía Valencia Nova, una sociedad impulsada por el escritor Josep Maria Puig i Torralva, basada en los principios propuestos por aquel, y que en 1907, intentando reproducir el éxito de la Solidaritat Catalana, convocó una Asamblea Regionalista Valenciana con la finalidad de conmemorar el segundo centenario de la abolición de los Furs, pero que fracasó a causa de la hostilidad de los blasquistas y de la indiferencia del resto de fuerzas políticas. Sin embargo, se ha destacado la importancia de los debates y de las conclusiones de la Asamblea, especialmente en lo referente a la cuestión lingüística. Ya en las bases organizativas se establecía que la lengua oficial sería «la valenciana y ses similars la catalana, mallorquina, etc.» y entre las conclusiones de la Sección de Filología y Literatura figuraba el reconocimiento oficial del valenciano y la necesidad de crear un «diario regionalista». En 1908 se fundó Joventut Valencianista, que pronto se enfrentaría a los conservadores regionalistas de Lo Rat Penat y difundirá su ideario por medio del semanario Pàtria Nova. Ese mismo año de 1908 Valencia Nova cambió su nombre por el de Centre Regionalista Valencià.
En efecto, el valencianismo político nació en un momento de máxima consolidación de la identidad «regional» por lo que tuvo muchas dificultades para desmarcarse de ella. Y además tuvo que hacer frente a la feroz oposición del blasquismo, que lo consideraba un movimiento «catalanista» y «separatista» y cuyos militantes a menudo reventaban los actos valencianistas al grito de ¡Viva Cervantes!. En 1916 el líder blasquista Félix Azzati (sucesor de Vicente Blasco Ibáñez, que se había retirado de la política) se posicionó en contra de la cooficialidad del «dialecto» valenciano:

Primera instancia que nos separa del nacionalismo valenciano es la de la oficialidad de la lengua, pues mientras dicha agrupación propugna la difusión de nuestro dialecto en las escuelas, en el hogar, en la vida pública, reduciendo aún más la clientela de la intelectualidad nacional, nosotros abogamos por el predominio, entiéndase bien, por el predominio de la lengua castellana.

Hay que esperar a la segunda década del siglo XX para encontrar «un nacionalismo mucho mejor organizado y coherente y con propuestas más complejas que, sin duda, tensaban mucho más las relaciones con la identidad regional». El año clave es 1918 cuando se publica la Declaración Valencianista, posiblemente el documento más complejo hasta esa fecha, y se funda la Unió Valencianista, que se suele considerar como el primer partido propiamente dicho del nacionalismo valenciano (estrechamente relacionado con la Lliga Regionalista catalana, en plena campaña en favor de un Estatuto de Autonomía para Cataluña). Ese mismo año también se publica la Síntesi del criteri valencianista.

## Segunda República (1931-1939)
La caída de la Dictadura de Primo de Rivera (que había perseguido al nacionalismo valenciano llegando incluso a prohibir los cursos de lengua del padre Fullana) abrió un momento decisivo para el crecimiento y la renovación del valencianismo político. En abril de 1930 se fundaba la Agrupació Valencianista Republicana, inspirada en el modelo de Esquerra Republicana de Cataluña (al mismo tiempo, por el lado del regionalismo valenciano, nacía la Derecha Regional Valenciana, donde acabará recalando el líder de la Unió Valencianista, Ignasi Villalonga). Tras la proclamación de la Segunda República Española el 14 de abril de 1931 (en el ayuntamiento de Valencia se izó la bandera republicana junto con la bandera de la ciudad y se tocaron el Himno de Riego, la Marsellesa y el Himno Regional) el conservador Joaquim Reig de Unió Valencianista (que había obtenido una concejalía en la ciudad de Valencia por la candidatura monárquica) fundaba el Centre d'Actuació Valencianista (CAV), aunque con voluntad apartidista. El CAV será el promotor de El Camí (1932-1934) la publicación más importante del valencianismo político hasta esa fecha.

Senyera de Esquerra Valenciana.

En 1934 se hizo evidente la fractura entre la izquierda y la derecha del valencianismo político. En el lado conservador se encontraba Acció Nacionalista Valenciana fundada en 1933 por un grupo procedente de la órbita de la Derecha Regional Valenciana (la Agrupació Valencianista de la Dreta), y que tomó como modelo el Partido Nacionalista Vasco; en el progresista Esquerra Valenciana, fundada en 1934 por miembros escindidos del blasquista PURA (como Vicent Marco Miranda y Juli Just) al que se añadiría al año siguiente el Partit Valencianista d'Esquerra, resultado de la fusión de la Agrupación Valencianista Republicana y el Centre d'Actuació Valencianista (tanto Esquerra Valenciana como el Partit Valencianista d'Esquerra se integrarían en las candidaturas del Frente Popular para las elecciones generales de febrero de 1936). «Estas dos fuerzas políticas —que podemos situar en el centro-izquierda del escenario valenciano— fueron las más importantes formaciones republicanas del valencianismo de izquierdas que nunca había tenido el País Valenciano. Heredaron y actualizaron tanto el programa federal como el del valencianismo histórico», ha señalado Ferran Archilés. A ellas habría que sumarles la Esquerra Republicana del País Valencià, de Gaietà Huguet, en Castellón, y la Agrupació Regionalista Alacantina, en Alicante.

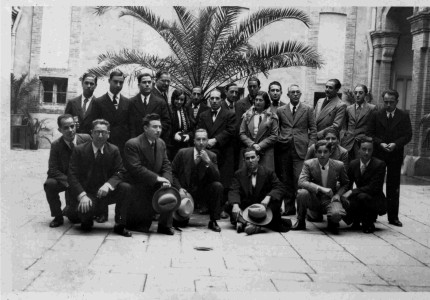
Asamblea de maestros valencianos realizada en Castellón poco después de que se firmaran las Normas de Castellón.

Uno de los principales logros del valencianismo político, a pesar de su limitado peso electoral, fue situar la demanda de un Estatuto de Autonomía como uno de los ejes de la política valenciana, aunque ninguna propuesta llegó a cuajar hasta la víspera misma del inicio de la guerra civil. Otro logro fue su contribución para que se alcanzara un acuerdo para fijar las normas ortográficas del valenciano, las «Normas de Castellón» de 1932, que estuvieran en concordancia con las adoptadas por el Institut d'Estudis Catalans para el catalán, reconociendo así la unidad de la lengua hablada por catalanes, valencianos y mallorquines, y que al mismo tiempo respetara sus singularidades morfológicas.
Empezando por la lengua a la que convirtió en el eje central de la identidad valenciana (con la consiguiente demanda de su reconocimiento como lengua oficial junto al castellano), el nacionalismo valenciano procedió a una «relectura» en clave política de los referentes simbólicos elaborados por el regionalismo valenciano en las décadas anteriores, como fue el caso del relato histórico que provenía de la tradición heredada de la Renaixença valenciana (el «pueblo valenciano», nacido con la conquista de Valencia por Jaime I, había vivido una época de esplendor durante el «periodo foral» a la que puso punto final Felipe V con el Decreto de Nueva Planta de 1707). En general aceptaron que la bandera de la ciudad de Valencia (cuatro barras rojas con franja azul coronada) fuera la bandera propia de todos los valencianos, aunque sin descartar las cuatro barras estrictas, así como el «Himno regional», pero este suscitó un mayor rechazo a causa de su primer verso: «Per ofrenar noves glòries a Espanya» ('Para ofrendar nuevas glorias a España'). La ruptura más clara con los referentes regionalistas fue el nombre del territorio, porque defendieron el término «País Valencià» ('País Valenciano') frente al de «Región Valenciana» (o el de «Levante» utilizado con frecuencia desde Madrid). De hecho «País Valencià» fue el único que apareció en el preámbulo de las Normas de Castellón de 1932 y al año siguiente Felip Mateu i Llopis publicaba un opúsculo precisamente con el título de El País Valencià.
El valencianismo político coincidió en gran medida con los postulados del catalanismo político partiendo de los lazos lingüísticos y culturales que les unían, lo que les valió a sus miembros el calificativo de «separatistas» por parte del PURA y de la Derecha Regional Valenciana. En el editorial del primer número de La República de les Lletres (verano de 1934), dirigida por Enric Navarro i Borràs, se explicaba así el «marco nacional» del valencianismo político:

Catalunya, València, Euzkadi, Galícia són Espanya. Són Ibèria, però no són ni seran mai Castella. En el decurs de més de dos segles i encara en la actualitat Espanya ha estat sotmesa a l'idioma, a la cultura, a la política i als designis de Castella. En tant Espanya continui essent absolutament Castella —i una Castella unitarista i unificadora, dominadora, monàrquica o monarquizant— Catalunya, València, Euzkadi, Galícia no seran mai Espanya
Cataluña, Valencia, Euzkadi, Galicia son España. Son Iberia, pero no son ni serán nunca Castilla. A lo largo de más de dos siglos y todavía en la actualidad España ha estado sometida al idioma, a la cultura, a la política i a los designios de Castilla. En tanto España continue siendo absolutamente Castilla —y una Castilla unitarista y unificadora, dominadora, monárquica o monarquizante— Cataluña, Valencia, Euzkadi, Galicia no serán nunca España.

Pero como ha señalado Ferran Archilés, el valencianismo político siguió siendo muy minoritario por lo que «en los años de la Segunda República, la identidad mayoritaria de los valencianos siguió siendo la regional y por tanto la nacional española. El valencianismo político había mostrado un posible modelo, un relato alternativo o al menos que cuestionaba el marco regional. Pero su capacidad de difusión social fue limitada».
Durante la guerra civil española se celebró en Valencia en julio de 1937 el II Congreso Internacional de Escritores para la Defensa de la Cultura en el que participó una delegación valenciana como reconocimiento a la entonces capital de la República. Estaba integrada por los escritores nacionalistas Enric Navarro i Borràs, Adolf Pizcueta, Bernat Artola, Ricard Blasco y Carles Salvador. Este último fue el encargado de leer la ponencia elaborada por todos ellos, en la que entre otras cosas se decía:

Se sabe de sobra ya que España... carece de una unidad efectiva, específica, por estar constituida por un numeroso grupo de pequeñas nacionalidades que desde hace siglos y por una unilateral creencia de falsa unidad, han venido soportando una infame y vergonzosa difamación —y también opresión— por parte de elementos centralizadores que las predestinaban a morir bajo un completo olvido. […] El idioma es la fundamentación de la cultura, y ninguna nación tendrá una plenitud cultural mientras no tenga derecho al uso oficial de su idioma [...] Negando el derecho de existencia cultural a las minorías nacionales, el fascismo sabe muy bien que lo que niega es la existencia de un medio fundamental de cultura y de expresión normal para el pueblo. Es en el pueblo donde se ha conservado, por años y siglos, la esencia de la lengua.[...] Defendiendo nosotros, nacionalistas ibéricos, con la pluma y la palabra, el derecho incuestionable que tenemos al reconocimiento de nuestras personalidades, fundamento de nuestra cultura… Defendiendo la cultura particular, peculiar de cada pueblo ―y todavía más, de las pequeñas nacionalidades oprimidas― es como se puede llegar a defender la cultura general, universal.

### El intento fallido de aprobar un Estatuto de Autonomía
La primera iniciativa la tomó el Ayuntamiento de Valencia, de mayoría blasquista (aunque por primera vez contaba con concejales valencianistas) y en julio de 1931 se dio a conocer un Anteproyecto de Estatuto de Autonomía de la Región Valenciana, pero este no salió adelante a causa de la oposición de la Diputación de Alicante (presidida por Franklin Albricias de Acción Republicana, aunque el partido republicano mayoritario en la provincia y en la ciudad de Alicante, de la que ostentaba la alcaldía, era el radical-socialista) y del Ayuntamiento de Castellón de la Plana (encabezado por el republicano gassetista Manuel Peláez Edo) que recurrieron al pretexto de que se había actuado de forma precipitada ya que todavía no se había aprobado la Constitución de la República. Como respuesta el blasquista PURA se planteó que la autonomía se circunscribiera a la provincia de Valencia.

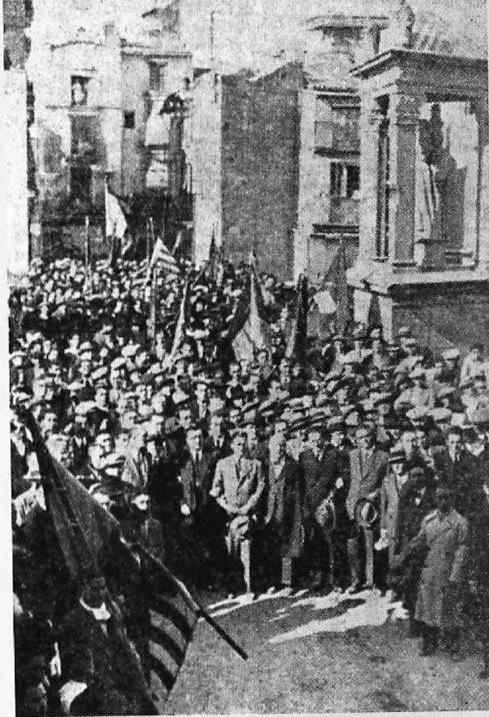
Manifestación pro-Estatuto celebrada en Alcira en noviembre de 1932.

En octubre de 1932, al mes siguiente de la aprobación por las Cortes republicanas del Estatuto de Autonomía de Cataluña, la Agrupación Valencianista Republicana consiguió reunir a la mayoría de los partidos en Valencia, formándose una plataforma política pro-estatuto. Sin embargo el PURA, el partido mayoritario en la provincia de Valencia, no solo no acudió a la reunión, tildando a las organizaciones asistentes de «catalanistas», sino que inició una campaña de propaganda alternativa, a la que se acabó sumando la Derecha Regional Valenciana (DRV), que sí había acudido pero de la que se acabó desligando, y el Partido Republicano Conservador. A pesar de todo los partidos de la Conjunción pro-Estatuto celebraron un gran mitin en noviembre en Alcira (cuya alcaldía ostentaba el PSOE, que sí se había sumado a la Conjunción) que reunió entre diez y quince mil personas, convirtiéndose en el acto autonomista más multitudinario del periodo. Durante el mitin el valencianista conservador Joaquim Reig habló abiertamente de «nación» y de la legítima aspiración de los valencianos al autogobierno, que fuera mucho mucho más allá de una simple descentralización administrativa.
Por su parte el PURA, con el apoyo de la DRV, reunió a los alcaldes de la provincia de Valencia para iniciar el proceso estatutario tal como lo establecía la Constitución republicana (el artículo 12.a decía que la primera condición «para la aprobación del Estatuto de la región autónoma» era que fuera propuesto «por la mayoría de sus Ayuntamientos, o cuando menos aquellos cuyos Municipios comprendan las dos terceras partes del Censo electoral de la región»). Se formó una nueva comisión pro-Estatuto encargada de buscar la colaboración de los representantes políticos de las otras dos provincias, pero en abril de 1933 fracasó el intento de unificar las dos plataformas pro-Estatuto, la del PURA (apoyada por la DRV) y la de la Conjunción. Los blasquistas volvieron a acusar a la Conjunción de «catalanista» y de «separatista».
Tras las elecciones generales de noviembre de 1933 el PURA y la DRV, que obtuvieron una amplia victoria (convirtiéndose en aliados en los gobiernos de Madrid), abandonaron las movilizaciones pro-Estatuto, y el valencianismo político vivió un proceso de recomposición, por lo que la reivindicación del autogobierno vivió un periodo de impasse durante el segundo bienio, que no se retomaría hasta después del triunfo del Frente Popular en las elecciones de febrero de 1936.
La iniciativa estatutaria la tomaron los sectores valencianistas de izquierda, integrados en el Frente Popular, y más concretamente el teniente de alcalde del Ayuntamiento de Valencia Angelí Castanyer del Partit Valencianista d'Esquerra que consiguió que se aprobara su moción instando al consistorio a coordinarse con diputaciones y ayuntamientos valencianos, castellonenses y alicantinos. Estos se mostraron receptivos (aunque en Alicante algunos sectores republicanos alertaron del riesgo de disgregación española y propugnaron la unión con Murcia y con Albacete) y se constituyó una comisión para redactar un nuevo estatuto, apoyada por una amplia campaña de propaganda. El 16 de julio de 1936 se reunía en Castellón de la Plana la comisión que emplazó a sus integrantes a una nueva reunión en Valencia, pero esta no llegaría a celebrarse a causa del golpe de Estado iniciado al día siguiente.
Durante la guerra civil algunos sectores defendieron que se prosiguiera con el proceso estatutario, pero este se detuvo porque se dio prioridad al esfuerzo bélico que llevara a la República a la victoria. La anarcosindicalista Confederación Nacional del Trabajo (CNT) llegó a proponer un proyecto de Estatuto de Autonomía pero este incluía bajo el rótulo de País Valenciano no solo a las provincias de Castellón, de Alicante y de Valencia, sino también a las de Murcia y de Albacete (territorios que formaban parte de la Federación de Levante de la CNT). Según Aurelio Martí Bataller, «en el contexto de reorganización del Estado republicano, y con el traslado de la capital de España a Valencia, incluido, probablemente la propuesta pretendía fomentar espacios de poder desde donde controlar e incentivar el proceso de revolución social por parte de la CNT». Como respuesta Esquerra Valenciana, que consideraba un sinsentido la inclusión de Murcia y de Albacete , presentó en febrero de 1937 un proyecto alternativo que seguía casi al pie de la letra el recién aprobado Estatuto de Autonomía del País Vasco. Al mes siguiente Unión Republicana presentaba una tercera propuesta. «Finalmente, ninguno de los tres proyectos tuvo recorrido... Evidentemente, la guerra no era el mejor escenario para eso... Además la guerra intensificó la circulación de los discursos y la simbología española», ha indicado Martí Bataller.

## Dictadura franquista (1939-1975)
La dictadura franquista supuso la desaparición y disolución del emergente nacionalismo valenciano. Por el contrario el régimen exaltó el «sano» regionalismo valenciano —muy diferente de los «regionalismos desorbitados, instrumentos de traición y de destrucción de España»—, como ya había hecho la Dictadura de Primo de Rivera. Esto es lo que explicaría que la persecución de la lengua propia no fuera tan «intensa y enérgica» como en Cataluña (por ejemplo, Els Pastorets fueron prohibidos en Barcelona en 1939, mientras que en la ciudad de Valencia se representaron los tradicionales miracles de sant Vicent Ferrer). El 23 de abril de 1940, solo un año después de acabada la guerra civil, el entonces número dos franquista Ramón Serrano Suñer (que conocía la realidad valenciana porque había estudiado el bachillerato en Castellón de la Plana, donde había entrado en contacto con la Societat Castellonenca de Cultura) dijo lo siguiente en un discurso pronunciado en la Albufera de Valencia:

Porque Valencia, teniendo elementos bien definidos para constituir una unidad regional bien caracterizada —geografía, lengua y, singularmente, un factor económico preponderante, que en definitiva ha sido el motor de los regionalismos desorbitados para convertirse bien pronto en instrumento de traición y de destrucción de España— ha sido, sin embargo, y pese a todos los autonomistas que en su tierra fueron, fiel en todo momento al destino unitario de España.

Durante esos años, generalmente, las principales personalidades valencianistas se apartaron de la vida política, y la mayoría se centraron en actividades académicas o literarias, en cuyo trasfondo se intentaba mantener la identidad valenciana. Alrededor de las figuras de Xavier Casp y Miquel Adlert se formó el grup Torre, donde surgiría la figura de Joan Fuster. Y Carles Salvador reemprendió los cursos de valenciano al abrigo de Lo Rat Penat, a pesar de la deriva reaccionaria y floclorizante de la entidad.

### Joan Fuster y el «nou valencianisme»:Nosaltres, els valencians(1962)

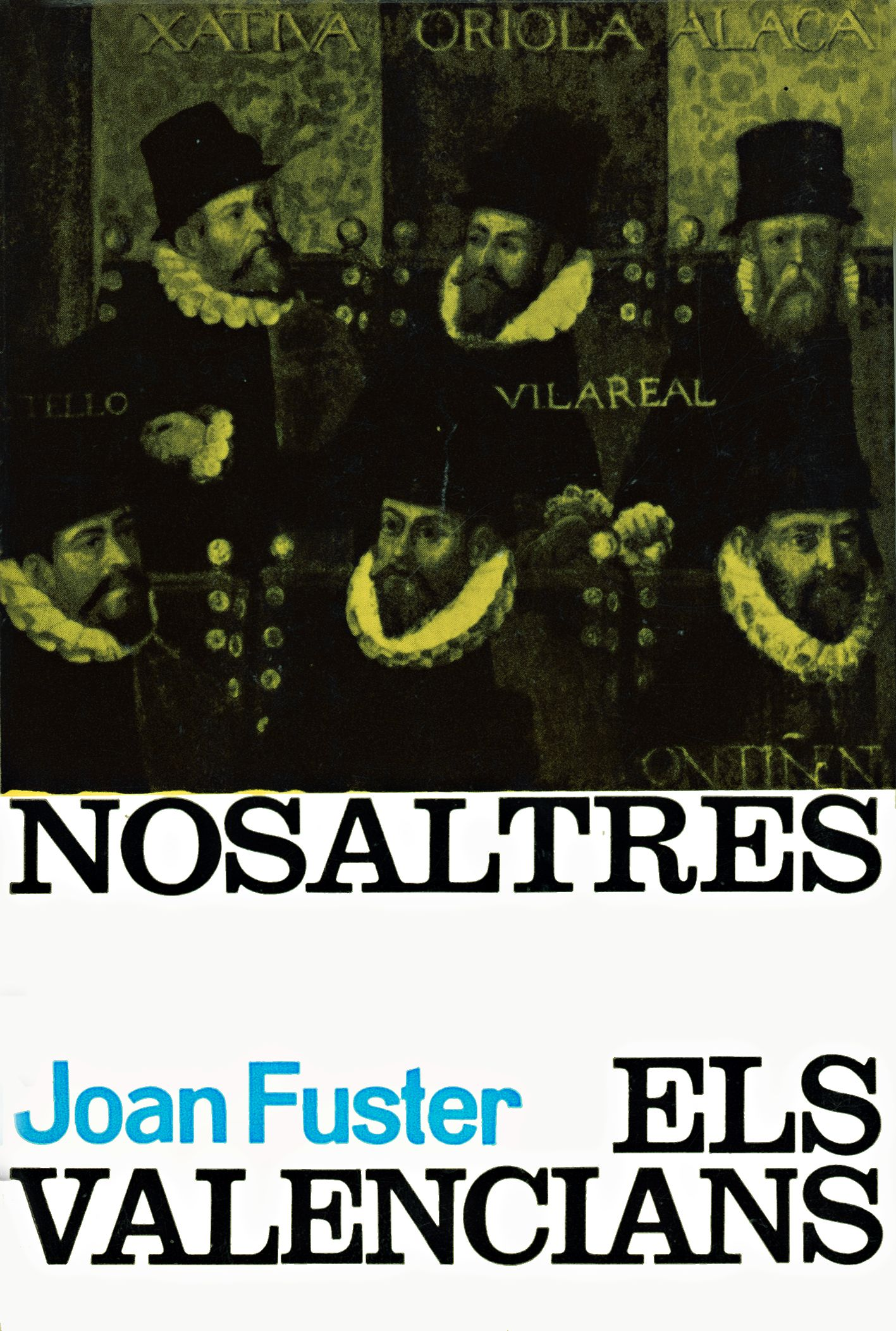
Portada del libro Nosaltres, els valencians de Joan Fuster. Publicado en 1962 constituyó la obra clave en la renovación del valencianismo político y la ruptura con el regionalismo valenciano.

En 1962 una editorial de Barcelona publicaba el ensayo Nosaltres, els valencians ('Nosotros, los valencianos') del escritor y periodista de Sueca Joan Fuster, que pondría la bases de lo que se iba a conocer como nou valencianisme ('nuevo valencianismo'), ya que rompía completamente con el discurso regionalista, y que iba a influir poderosamente en las nuevas generaciones de jóvenes universitarios de las décadas de 1960 y 1970. Según Antoni Furió, el libro de Fuster fue «una lúcida reflexión sobre la historia y la personalidad valencianas y al mismo tiempo una incitación al activismo».
El nou valencianisme tenía unos planteamientos y símbolos alejados de los del valencianismo anterior al franquismo, en gran parte debido a la apropiación y control del régimen de las entidades cívicas y culturales que durante la Segunda República propugnaban el autogobierno valenciano, especialmente de Lo Rat Penat, que daban una imagen que el nou valencianisme consideraba «folclórica».
La ruptura también llegó al planteamiento político. En 1964 se fundaba en la clandestinidad el Partit Socialista Valencià (PSV), en un intento de unir la reivindicación democrática y la «nacional» valenciana. Casi al mismo tiempo nacía la democristiana Unió Democràtica del País Valencià. «El valencianismo se incorporaba así al camino de la modernidad, de la sintonía con la nueva realidad social y cultural, dejando atrás el lastre folclórico y arcaizante simbolizado en Lo Rat Penat y también por aquellos sectores que habían encarnado la modernidad en los años cuarenta y cincuenta, como el encabezado por Xavier Casp, pero que ahora se apresuraban a sumarse a las filas del secesionismo lingüístico y el anticatalanismo más primario», ha señalado Antoni Furió.
El PSV se disolvió en 1968 y su lugar fue ocupado por formaciones nacionalistas más radicalizadas como Germania Socialista, los Grups d'Acció i Reflexió Socialista (GARS), que darían nacimiento más tarde al Partit Socialista del País Valencià, y el PSAN, que reclamaba la independencia de los Países Catalanes, de los que el País Valenciano formaría parte. Estas organizaciones confluyeron en las diversas plataformas unitarias de la oposición antifranquista como la Taula Democràtica del País Valencià (1973) o el Consell de Forces Polítiques del País Valencià (1975), que acabarían fusionándose después de la muerte de Franco en la Taula de Forces Polítiques i Sindicals del País Valencià, fundada en abril de 1976.
El pensamiento de Joan Fuster no sólo influyó en las fuerzas políticas nacionalistas valencianas sino también en las de ámbito estatal como el PCE, entonces el principal partido de la oposición al franquismo, y que creó su sección valenciana (Partido Comunista del País Valenciano), y en menor medida en la federación valenciana del PSOE. Por otro lado, todas estas fuerzas políticas se encontraron con dificultades para reivindicar el valencianismo de influencia fusteriana en una sociedad en la que estaba muy arraigado el discurso regionalista.

## De la transición democrática (1975-1982) a la actualidad

Bandera cuatribarrada utilizada por los nacionalistas valencianos y las fuerzas antifranquistas como enseña propia del País Valenciano.

Tras la muerte del general Franco en noviembre de 1975 las fuerzas políticas valencianas antifranquistas desplegaron una campaña de movilizaciones para conseguir la «ruptura democrática» que incluía la reivindicación de un Estatuto de Autonomía para el País Valenciano, el término que todas ellas utilizaban para designar al conjunto del territorio de las tres provincias. Ya en enero de 1976 tuvo lugar una manifestación en la ciudad de Valencia con el lema de Llibertat, Amnistia i Estatut d'Autonomia ('Libertad, Amnistía y Estatuto de Autonomía') duramente reprimida por la policía. Sin embargo, en las primeras elecciones democráticas desde 1936 celebradas en junio de 1977 los partidos nacionalistas no consiguieron representación parlamentaria, pues solo sumaron 77 000 votos entre la Unió Democràtica del País Valencià (UDPV) y el Partit Socialista del País Valencià (PSPV).

Bandera propuesta en el llamado Estatuto de Benicasim de 1981.

Tras el fracaso electoral los dos principales partidos nacionalistas valencianos se integraron en las formaciones afines de ámbito estatal. El PSPV, se integró en el PSOE, dando nacimiento al Partit Socialista del País Valencià-PSOE, y la UDPV, hizo lo propio con la UCD, con la pretensión de que ambos partidos asumieran parte de sus objetivos valencianistas. En cierta medida se alcanzarían tras la gran manifestación que tuvo lugar en Valencia el 9 de octubre de 1977 demandando el Estatuto de Autonomía y la formación al año siguiente del Consell del País Valencià, presidido por el socialista Josep Lluís Albiñana, que culminaría con la aprobación en 1982 del Estatuto de Autonomía, en el que las izquierdas hicieron dos importantes concesiones: renunciaron al término de País Valenciano para designar al territorio (se adoptó el más neutro de Comunidad Valenciana) y a la bandera cuatribarrada, adoptándose la bandera con franja azul coronada propia de la ciudad de Valencia. Con ello, «la izquierda confiaba con rebajar así la presión de la derecha y la tensión en la calle» en torno a los símbolos y que había desencadenado la llamada «batalla de Valencia», protagonizada por grupos «blaveros» que no dudaron en recurrir a la violencia como los atentados que perpetraron contra Joan Fuster, Manuel Sanchis Guarner y varias librerías progresistas.

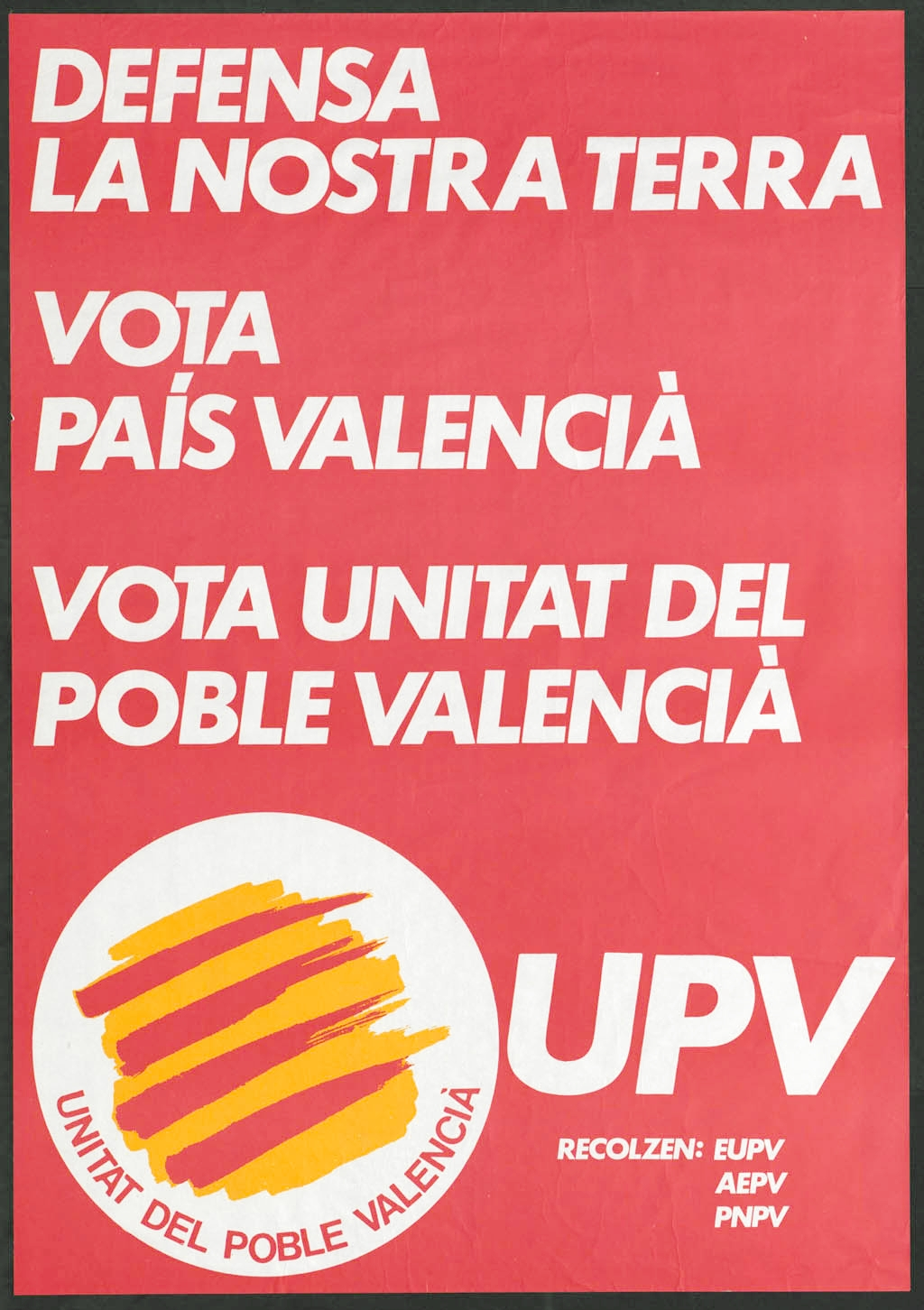
Cartel electoral de 1983 de Unitat del Poble Valencià, la principal formación nacionalista valenciana en los años 1980 y 1990.

En cuanto al valencianismo político, no toda la militancia de UDPV o del PSPV asumió la decisión de integrarse en UCD o en el PSOE, respectivamente, por lo que se crearon nuevos partidos como el transversal Partit Nacionalista del País Valencià (PNPV) o el Agrupament d'Esquerres del País Valencià (AEPV), que acabarían confluyendo en Unitat del Poble Valencià (UPV), principal formación nacionalista en los años 1980 y 1990.
Con unos resultados entre el 1% y el 3% de los votos en las diferentes elecciones (24 000 en 1979 y 27 500 en 1982), desde mediados de los años 1980 se inician una serie de reflexiones conocidas como «tercera vía», o «valencianismo de reconciliación» (según sus partidarios), que buscaban, desde posturas «revisionistas» del pensamiento de Joan Fuster, aumentar sus apoyos sociales frente al blaverismo (el regionalismo anticatalanista) y el pancatalanismo. Aunque se ha considerado que este intento de «reconciliación» fracasó, la Unitat del Poble Valencià acabaría refundándose como Bloc Nacionalista Valencià. El BLOC creció electoralmente y se situó muy cercano al 5% de voto en 1999 y en 2003, consolidándose posteriormente como tercera fuerza política de la Comunidad Valenciana dentro de la Coalició Compromís.